# Eupterote
Eupterote är ett släkte av fjärilar. Eupterote ingår i familjen Eupterotidae.

## Bildgalleri

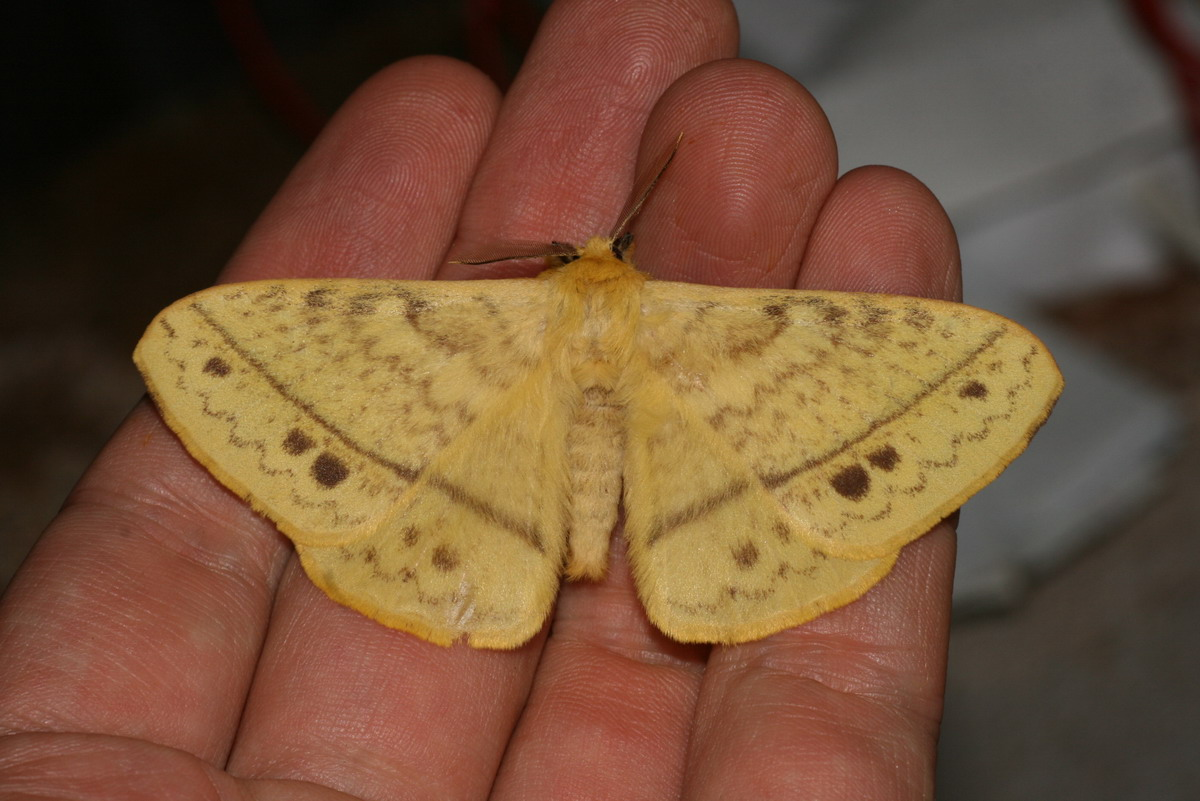
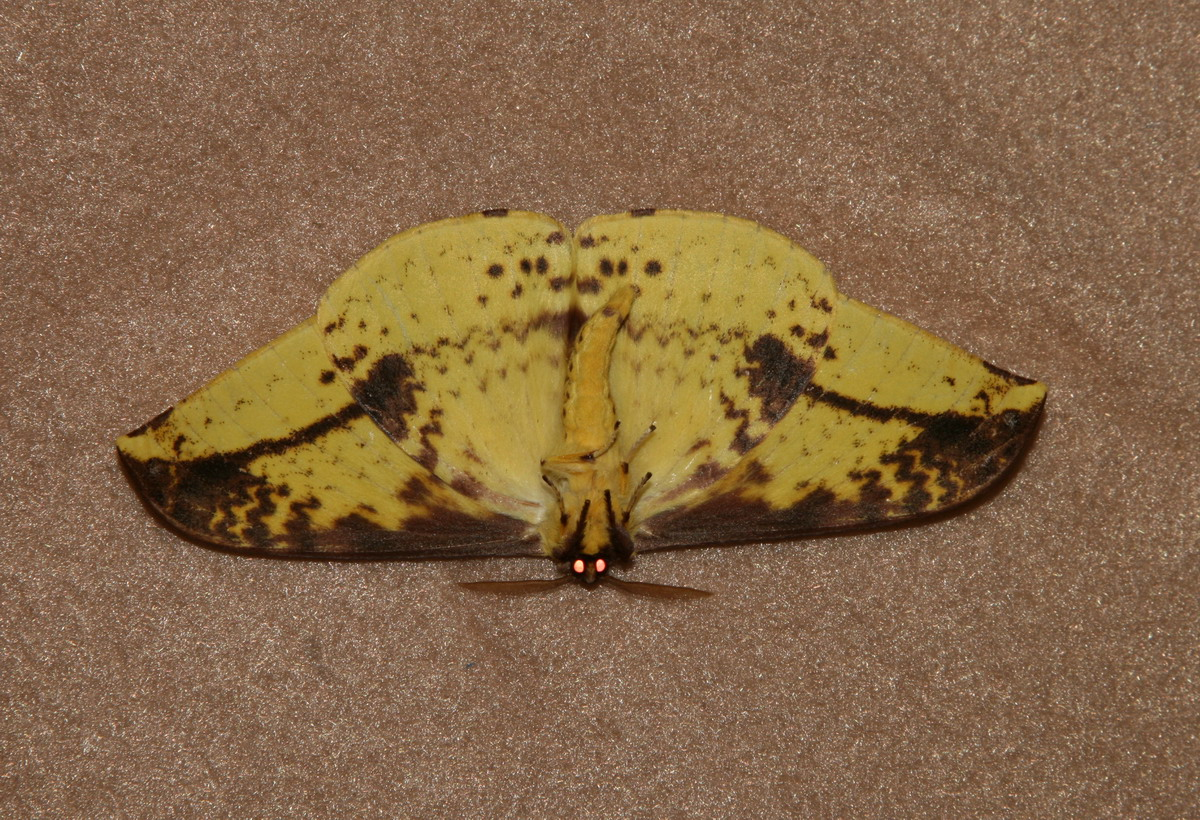
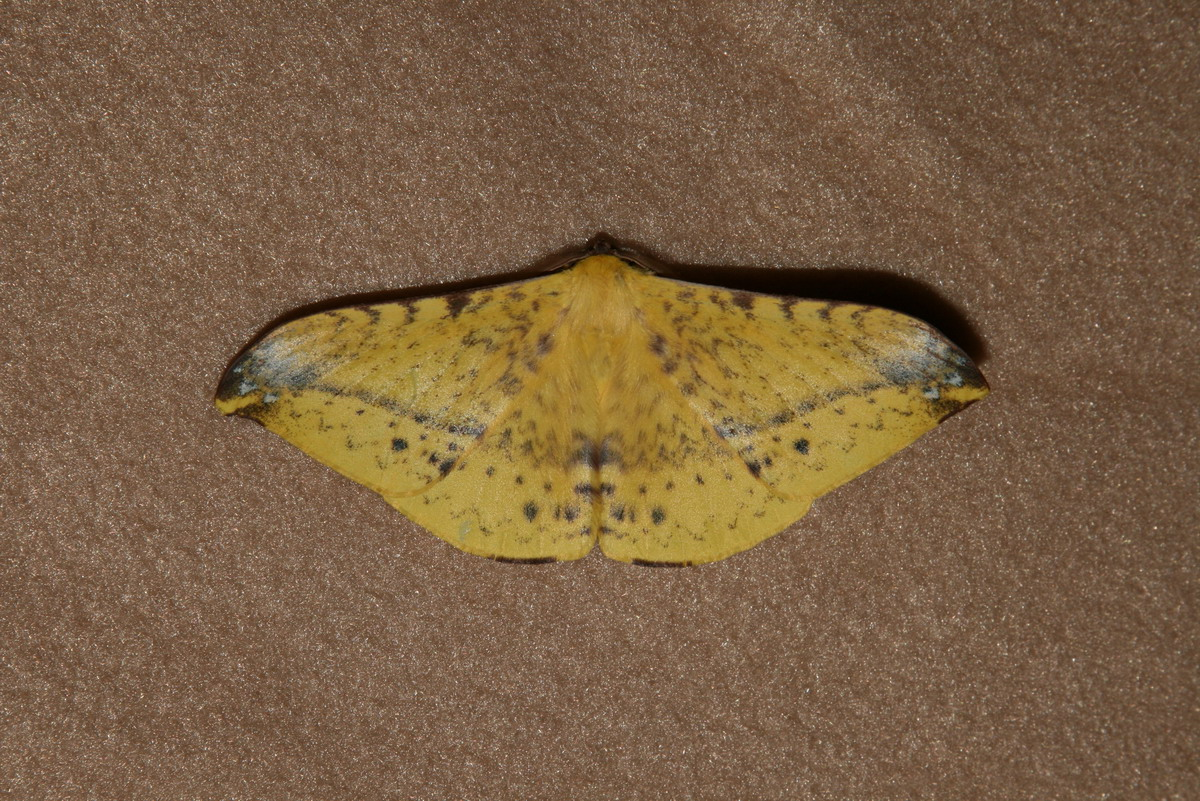

## Dottertaxa tillEupterote, i alfabetisk ordning[1]
- Eupterote acesta
- Eupterote acinea
- Eupterote acuminalba
- Eupterote adolphaei
- Eupterote aenescens
- Eupterote affinis
- Eupterote alterata
- Eupterote amaena
- Eupterote anada
- Eupterote anthereata
- Eupterote asemos
- Eupterote assimilis
- Eupterote auriflua
- Eupterote axesta
- Eupterote balwanti
- Eupterote calandra
- Eupterote caliginosa
- Eupterote canaraica
- Eupterote castanoptera
- Eupterote chinensis
- Eupterote cinnamomea
- Eupterote citrina
- Eupterote collaris
- Eupterote consimilis
- Eupterote contaminata
- Eupterote contrastica
- Eupterote crinita
- Eupterote cupreipennis
- Eupterote decorata
- Eupterote diabolica
- Eupterote diffusa
- Eupterote discordans
- Eupterote discrepans
- Eupterote dissimilis
- Eupterote doddi
- Eupterote domina
- Eupterote dulcinea
- Eupterote epicharis
- Eupterote fabia
- Eupterote fasciata
- Eupterote flava
- Eupterote flavia
- Eupterote flavicollis
- Eupterote flavida
- Eupterote formosana
- Eupterote fraterna
- Eupterote gardneri
- Eupterote geminata
- Eupterote griseipennis
- Eupterote gyras
- Eupterote hibisci
- Eupterote hirsuta
- Eupterote ignavus
- Eupterote imbecilis
- Eupterote immutata
- Eupterote invalida
- Eupterote jaresia
- Eupterote kageri
- Eupterote lativittata
- Eupterote lineata
- Eupterote lineosa
- Eupterote liquidambaris
- Eupterote lucia
- Eupterote lutosa
- Eupterote minor
- Eupterote mollifera
- Eupterote mollis
- Eupterote multiarcuata
- Eupterote mutans
- Eupterote nigricans
- Eupterote nilgirica
- Eupterote ochripicta
- Eupterote olivescens
- Eupterote orientalis
- Eupterote ornata
- Eupterote permutata
- Eupterote persimilis
- Eupterote petola
- Eupterote petosiris
- Eupterote phalaenaria
- Eupterote placida
- Eupterote plumipes
- Eupterote primularis
- Eupterote procumbens
- Eupterote pulchra
- Eupterote quadrifasciata
- Eupterote rectifascia
- Eupterote rubiginosa
- Eupterote rufodisca
- Eupterote similis
- Eupterote sinuata
- Eupterote subdita
- Eupterote suffusa
- Eupterote taooensis
- Eupterote testacea
- Eupterote todara
- Eupterote translata
- Eupterote udiana
- Eupterote undans
- Eupterote undata
- Eupterote undifera
- Eupterote unicolor
- Eupterote variegata
- Eupterote vialis
- Eupterote vinosa